# Gustavo Barros Schelotto
Gustavo Barros Schelotto (La Plata, Buenos Aires, 4 de mayo de 1973) es un exfutbolista y ayudante de campo argentino que jugaba como mediocampista. Jugó la mayor de su carrera en Gimnasia y Esgrima de La Plata, donde permaneció durante 5 temporadas y media, desde 1992 hasta 1997, y 2004. También tuvo una etapa en Boca Juniors, desde 1997 hasta 2000. Su último equipo fue el Puerto Rico Islanders.

## Trayectoria

### Como futbolista
Gustavo Barros Schelotto debutó en Gimnasia y Esgrima de La Plata en el año 1992. En cinco temporadas con el equipo platense, consiguió la Copa Centenario de 1993 y logró dos subcampeonatos en el Torneo Clausura de 1995 y 1996.
En 1996 fue tentado junto a su hermano Guillermo para jugar en River Plate, pero la negativa de Enzo Francescoli les cerró las puertas. A mediados de 1997, Boca Juniors se interesó por su pase y los hermanos Barros Schelotto llegaron al Club de la Ribera, pedidos por Diego Maradona, aún como jugador profesional.
En 1998 tuvo un fugaz paso por Unión de Santa Fe, para volver a Boca a mediados del mismo año. En su segunda etapa en el Xeneize, se consagró campeón de la Copa Libertadores y de la Copa Intercontinental.
En el año 2001 fue contratado por el Villarreal C. F. junto con Martín Palermo. Tras una temporada con poca continuidad, en agosto del mismo año volvió a su país de origen donde se incorporó a Racing Club, equipo en el cual logró otro título, siendo este emblemático para la institución, al consagrarse campeón en la Argentina tras 35 años sin lograr proclamarse campeón. En Racing jugó 30 partidos y marcó un gol
En el 2002, fue contratado por Rosario Central, equipo en el que jugó durante dos años, participando en el conjunto que clasificó a los canallas a la Copa Sudamericana 2003 y a la Copa Libertadores 2004. En sus 2 años y medio en Central, Gustavo logró identificarse tanto con el equipo canalla que bautizó a su primera hija con el nombre de Rosario (tiene 3 hijos más llamados Juana Josefina y Ramón). Luego de su paso por Rosario, volvió por un año a Gimnasia en 2004. En 2005 fue contratado por Alianza Lima de Perú pero fue separado del club por bajo rendimiento. En 2006 fue contratado por el Puerto Rico Islanders de la USL First Division.

### Después del retiro
En el 2010 se presentó como ayudante de campo de Gregorio Pérez en Libertad de Paraguay. En septiembre de 2011, es presentado nuevamente como asistente del entrenador Gregorio Pérez en Peñarol de Uruguay. 
En la Temporada 2012-13, se convierte en el ayudante de campo de su hermano Guillermo en su primera experiencia como director técnico de Lanús, en el cual salieron campeones de la Copa Sudamericana 2013.
En enero de 2016, dirigió junto a su hermano al Palermo de Italia. Tras solo 22 días y cuatro partidos después de asumir el cargo, Guillermo presentó su dimisión a menos de un mes de haber asumido y no fue por los resultados, sino por los problemas con la licencia que le impedía dirigir los encuentros (la liga italiana le exige una experiencia mínima de cinco años para salir a la cancha). 

Al mando de Boca Juniors, consiguió junto a su hermano los dos títulos de la Superliga Argentina 2016-2017 y 2017-2018. En la vuelta de los cuartos de final y semifinal de la Copa Libertadores de América, quedó al mando del primer equipo debido a una sanción a Guillermo.

### Televisión
En 1996 apareció junto a su hermano Guillermo, en el programa Tres Tristes Tigres (programa de televisión) de Jorge Guinzburg emitido por Canal Trece, parodiando en un sketch la fecha patria del 25 de mayo, interpretando a Domingo French y Antonio Luis Beruti.
En 2001 apareció en el sketch de «Enrique el Antiguo» del programa  de Telefe Poné a Francella, tras haber salido campeón con Racing Club del Torneo Apertura de aquel año.
En septiembre de 2007 se une como panelista al programa Estudio Fútbol del canal de cable TyC Sports.
En agosto de 2009 se sumó a los comentaristas invitados del canal estatal argentino, para las transmisiones de los partidos de fútbol de la liga Argentina.

## Clubes

### Como jugador
| Club                           | País        | Año       | PJ  | G  |
| ------------------------------ | ----------- | --------- | --- | -- |
| Gimnasia y Esgrima de La Plata | Argentina   | 1992-1997 | 134 | 9  |
| C. A. Boca Juniors             | Argentina   | 1997      | 10  | 0  |
| C. A. Unión de Santa Fe        | Argentina   | 1998      | 13  | 0  |
| C. A. Boca Juniors             | Argentina   | 1998-2000 | 60  | 6  |
| Villarreal C. F.               | España      | 2001      | 7   | 0  |
| Racing Club                    | Argentina   | 2001-2002 | 30  | 1  |
| C. A. Rosario Central          | Argentina   | 2002-2004 | 40  | 5  |
| Gimnasia y Esgrima de La Plata | Argentina   | 2004      | 9   | 0  |
| Alianza Lima                   | Perú        | 2005      | 6   | 0  |
| Puerto Rico Islanders          | Puerto Rico | 2006-2007 | 22  | 4  |
| Total                          | Total       | Total     | 331 | 25 |

### Como asistente técnico
| Entrenador                 | Club                  | País           | Año             |
| -------------------------- | --------------------- | -------------- | --------------- |
| Gregorio Pérez             | Libertad              | Paraguay       | 2010-2011       |
| Gregorio Pérez             | C. A. Peñarol         | Uruguay        | 2011            |
| Guillermo Barros Schelotto | C. A. Lanús           | Argentina      | 2012-2015       |
| Guillermo Barros Schelotto | U. S. Palermo         | Italia         | 2016            |
| Guillermo Barros Schelotto | C. A. Boca Juniors    | Argentina      | 2016-2018       |
| Guillermo Barros Schelotto | Los Angeles Galaxy    | Estados Unidos | 2019-2020       |
| Guillermo Barros Schelotto | Selección de Paraguay | Paraguay       | 2021-2023       |
| Guillermo Barros Schelotto | C. A. Vélez Sarsfield | Argentina      | 2025-Actualidad |

## Palmarés

### Como jugador

#### Campeonatos nacionales
| Título           | Equipo                         | País      | Año    |
| ---------------- | ------------------------------ | --------- | ------ |
| Copa Centenario  | Gimnasia y Esgrima de La Plata | Argentina | 1993   |
| Primera División | C. A. Boca Juniors             | Argentina | A-1998 |
| Primera División | C. A. Boca Juniors             | Argentina | C-1999 |
| Primera División | C. A. Boca Juniors             | Argentina | A-2000 |
| Primera División | Racing Club                    | Argentina | A-2001 |

#### Campeonatos internacionales
| Título                | Equipo             | Sede      | Año  |
| --------------------- | ------------------ | --------- | ---- |
| Copa Libertadores     | C. A. Boca Juniors | São Paulo | 2000 |
| Copa Intercontinental | C. A. Boca Juniors | Tokio     | 2000 |

#### Distinciones individuales
| Distinción                                 | Año  |
| ------------------------------------------ | ---- |
| Ciudadano Ilustre de la Ciudad de La Plata | 2011 |

### Como asistente técnico

#### Campeonatos nacionales
| Título                  | Equipo                | País      | Año     |
| ----------------------- | --------------------- | --------- | ------- |
| Primera División        | Libertad              | Paraguay  | 2010-C  |
| Primera División        | C. A. Boca Juniors    | Argentina | 2016-17 |
| Primera División        | C. A. Boca Juniors    | Argentina | 2017-18 |
| Supercopa Internacional | C. A. Vélez Sarsfield | Argentina | 2024    |

#### Campeonatos internacionales
| Título            | Equipo      | Sede  | Año  |
| ----------------- | ----------- | ----- | ---- |
| Copa Sudamericana | C. A. Lanús | Lanús | 2013 |